# Coherentietheorie
De coherentietheorie (voluit: coherentietheorie van de waarheid, ook wel coherentisme genoemd), afkomstig uit de wetenschapsfilosofie, stelt dat de waarheid van een oordeel bestaat in de mate van systematische samenhang (= coherentie) waarin het met andere oordelen kan worden gebracht. Dit houdt in dat een uitspraak wetenschappelijk waar is wanneer deze in overeenstemming is met eerdere uitspraken van de wetenschapper zelf en andere wetenschappers. Het waarheidsgehalte van de uitspraak wordt dus bepaald aan de hand van andere, eerder gedane, uitspraken. Daarnaast wordt het waarheidsgehalte niet alleen bepaald door eerder gedane uitspraken, maar ook door geldende meningen over bijvoorbeeld de accuraatheid van gebruikte meetapparatuur en of deze meetapparatuur al dan niet geschikt is om een bepaalde theorie te toetsen.
De term coherentietheorie hoort bij rationalistische en idealistische denkers als René Descartes en Immanuel Kant, maar ook enige neopositivisten. Zij is geïnspireerd door de wiskunde.
Kritiek op de coherentietheorie bestaat onder meer uit het zogenaamde isolementsbezwaar, volgens welke de interne samenhang van een stel oordelen onvoldoende is om ze waar te maken, omdat zij strijdig kunnen zijn met andere stellen intern samenhangende oordelen. Als voorbeeld kan het argument van inconsistente openbaringen worden aangehaald, volgens welke bijvoorbeeld de drie wereldgodsdiensten christendom, islam en hindoeïsme in hun isolement intern systematisch kunnen samenhangen, maar duidelijk strijdig zijn met elkaar, waardoor minstens twee ervan, en misschien wel alle drie, onwaar moeten zijn.